# Пассаж Солодовникова
Пассаж Солодовникова (Солодовниковский пассаж) — крупный торговый комплекс в Москве в виде пассажа, построенный в 1862 году архитектором Н. В. Никитиным по заказу купца Г. Г. Солодовникова. Лицевым фасадом по Кузнецкому Мосту занимал весь квартал между Петровкой и Неглинной. Разрушен в 1941 году.

## История
На участке, где позднее был построен пассаж Солодовникова, находилась известная с 1564 года церковь Воскресения Словущего с кладбищем при ней, сгоревшая при пожаре 1812 года и разобранная в 1816-м. От церкви до реки тянулись огороды, а саму церковь окружали дома причта, в одном из которых в начале XIX века размещался популярный зоомагазин. В 1821 году вся бывшая территория церкви перешла к дипломату Д. П. Татищеву, который в 1821—1823 годах построил на ней большой трёхэтажный доходный дом, оформленный портиком из двенадцати ионических пилястр, с двухэтажными крыльями по Петровке и Неглинному проезду. Представительный фасад дома Татищева был включён в Архитектурный альбом лучших московских зданий. По южной стороне здания шёл небольшой проезд, продолжавший линию Софийки (ныне Пушечной улицы). В своей основе без изменений, с небольшими переделками фасада здание простояло сорок лет, после чего крылья дома были надстроены до общей трёхэтажной высоты. После смерти Д. П. Татищева дом перешёл к его племяннику П. С. Татищеву, а затем — к племяннице М. С. Эйхлер.

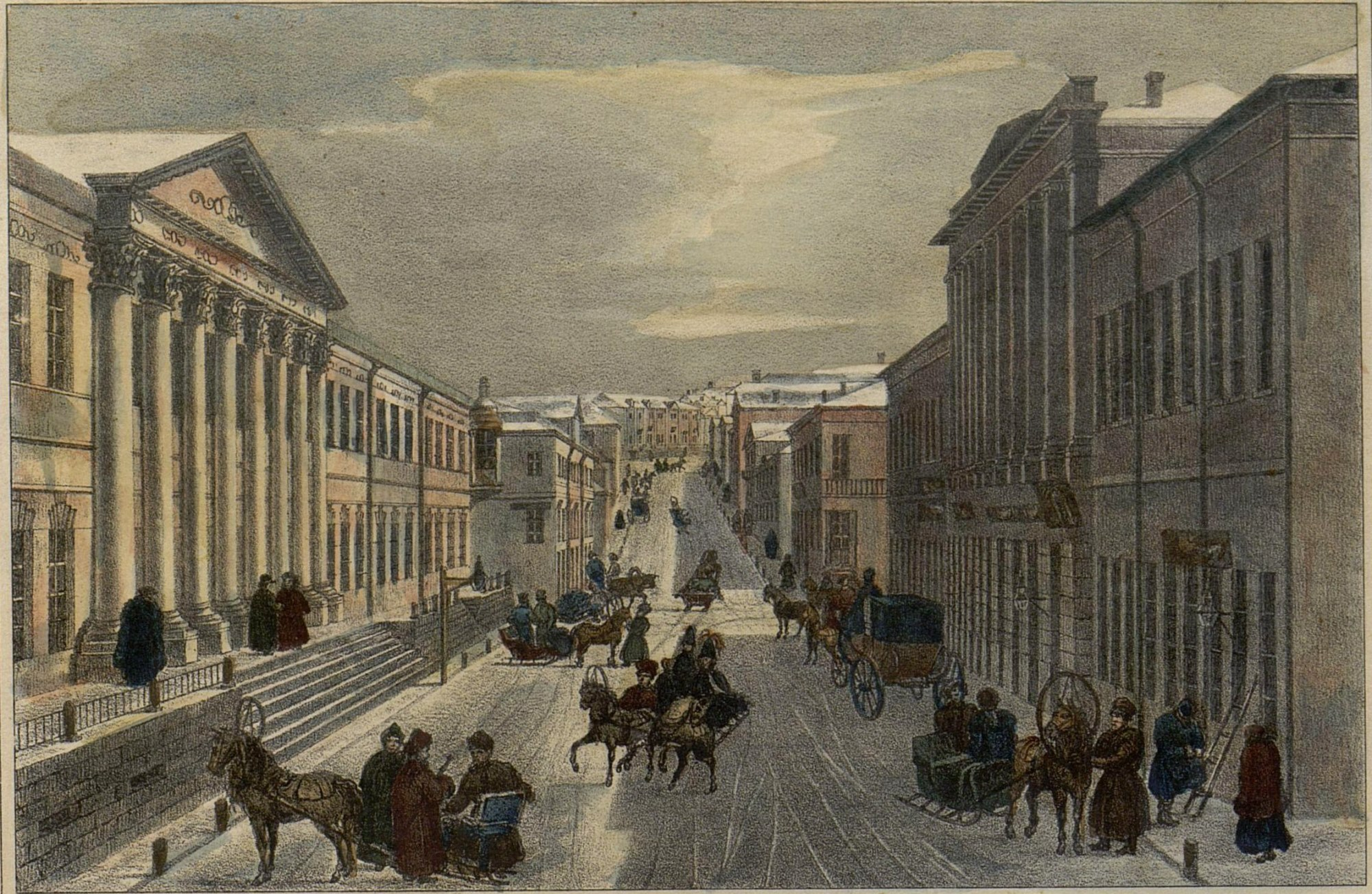
О. Кадоль. Кузнецкий Мост в 1834 г. Справа — дом Татищева

В начале 1860-х годов соседнее с домом Татищева здание приобрёл купец Г. Г. Солодовников, который в 1862 году перестроил его по проекту архитектора Н. В. Никитина под пассаж, названный по фамилии владельца Солодовниковским. За строительство пассажа купец получил звание почётного гражданина города Москвы. В 1874 году Солодовников приобрёл и сам бывший дом Татищева, в котором разместил магазины, конторы и склады, а в 1878 году здания были объединены в единое целое путём устройства над внутренним двором двухскатной стеклянной крыши. В том же году во втором этаже, переделанным в двухсветный, устроили театр с ложей генерал-губернатора. В 1885 году пассаж горел, его восстановлением занимался архитектор М. А. Арсеньев, по проекту которого провели коренную реконструкцию сооружения: над всеми дворами возвели световые фонари, изменили декоративное убранство фасадов, устроили дополнительные помещения для магазинов.
Прямоугольный в плане дом имел две галереи с параллельными проходами на Петровку и Неглинный проезд и являлся частью большого торгового квартала от Кузнецкого Моста до Театральной площади — к нему примыкали Голофтеевский (бывший Голицынский) и Александровский пассажи, а с угла Театральной площади находился флагманский магазин «Мюр и Мерилиз» В галереях Солодовниковского пассажа размещались многочисленные магазины: музыкальный П. И. Юргенсона, картин и эстампов Бюргера, ювелирный Хлебникова, товарищества А. И. Абрикосова, парфюмерный Буиса, меховой Б. Штурма, восточных товаров А. Тамирова, «Ремесленный базар», кондитерская Сиу, модные магазины Бовара (Мегрона), Камбеня, Бурновиля и Флориана и многие другие. Оформлением отделов и витрин пассажа занимались многие известные архитекторы: так, в 1901 году витрина и интерьер магазина «Эмин Циндель» были оформлены архитектором А. Э. Эрихсоном; магазин товарищества А. И. Абрикосова — архитектором Б. Н. Шнаубертом. Пассаж Солодовникова являлся не только деловым и торговым комплексом, но и одним из центров общественной и культурной жизни дореволюционной Москвы. При магазине Юргенсона размещалось Общество любителей музыки и драматического искусства, которое в устроенном здесь театре проводило различные литературно-художественные мероприятия, на которых выступали А. Н. Островский, А. Ф. Писемский, А. Н. Плещеев. Здесь же играли спектакли «Шекспировский кружок», «Немецкий театр», «Театр Буфф», театр «Мефистофель». В 1877 году в пассаже состоялось одно из первых представлений антрепренёра М. В. Лентовского, декорации к которому были оформлены Ф. О. Шехтелем. В начале 1880-х годов в залах пассажа проводились художественные выставки. В ноябре 1904 года здесь открылся один из первых кинотеатров Москвы «Синема-театр» А. Розенфельда, а после его закрытия здесь разместился театр «Кинофон». В 1910-х годах архитектором пассажа служил Г. Н. Иванов. Поэт В. Ходасевич вспоминал о Солодовниковском пассаже:
Пассаж был местом прогулок, свиданий, ухаживаний. Московские львы в клетчатых серых брюках разгуливали по нему с тросточками или стояли у стен, «заглядывая под шляпки», как тогда выражались.

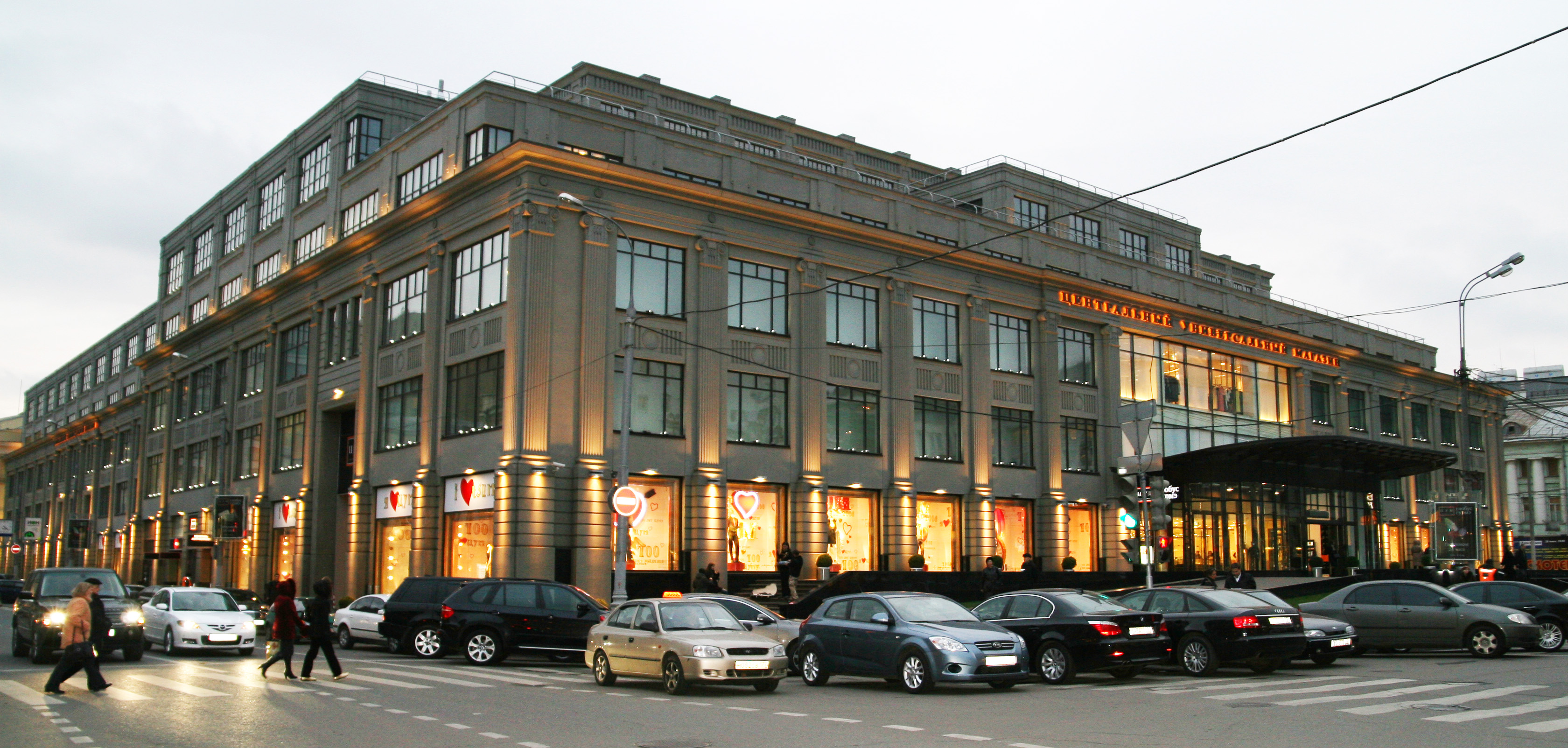
Новый корпус ЦУМа, вид со стороны Неглинной улицы

Торговля велась в здании и в советское время — в нём разместились магазины Мосторга. Часть дома сдавали под квартиры: здесь в разное время жили скрипач и педагог Д. С. Крейн и народный артист РСФСР В. Н. Давыдов. В начале 1920-х годов в РОСТА, размещавшемся в бывшем магазине Абрикосова, работал В. Маяковский.
Здание было разрушено в 1941 году в результате бомбардировки Москвы. В 1945 году остатки пассажа были разобраны, а в 1947 году на его месте по проекту ландшафтного архитектора В. И. Долганова был разбит небольшой сквер, облицованный красным гранитом из запасов, привезённых немцами для памятника в честь победы над СССР.  За сквером на Кузнецкий Мост выходила торцевая стена сохранившегося Голофтеевского пассажа, стянутая стальными рельсами. В 1970-х годах здания Голофтеевского и Александровского пассажей были снесены, а на их месте в 1974 году по проекту архитекторов С. И. Никулина, А. А. Казакова и Ю. В. Омельченко возведена новая шестиэтажная пристройка к ЦУМу. В 2001 году было принято решение о строительстве нового корпуса ЦУМа. Новое пятиэтажное здание построено в 2007 году по проекту Архитектурно-проектной мастерской № 22 «Моспроекта» под руководством Е. Л. Серова и составило единый комплекс с предыдущими постройками (адреса по Кузнецкому Мосту не имеет). В отделке фасада использованы различные виды гранита и декоративный камень, во внутренней отделке — гранит, ценные породы дерева, мрамор и стекло. В ходе строительства археологи обнаружили около 300 древних захоронений, самое раннее из которых относится к XV веку, фундаменты церкви Воскресения и остатки стен Солодовниковского пассажа.